# ПС (ПТ) и ПП (тип речных судов)

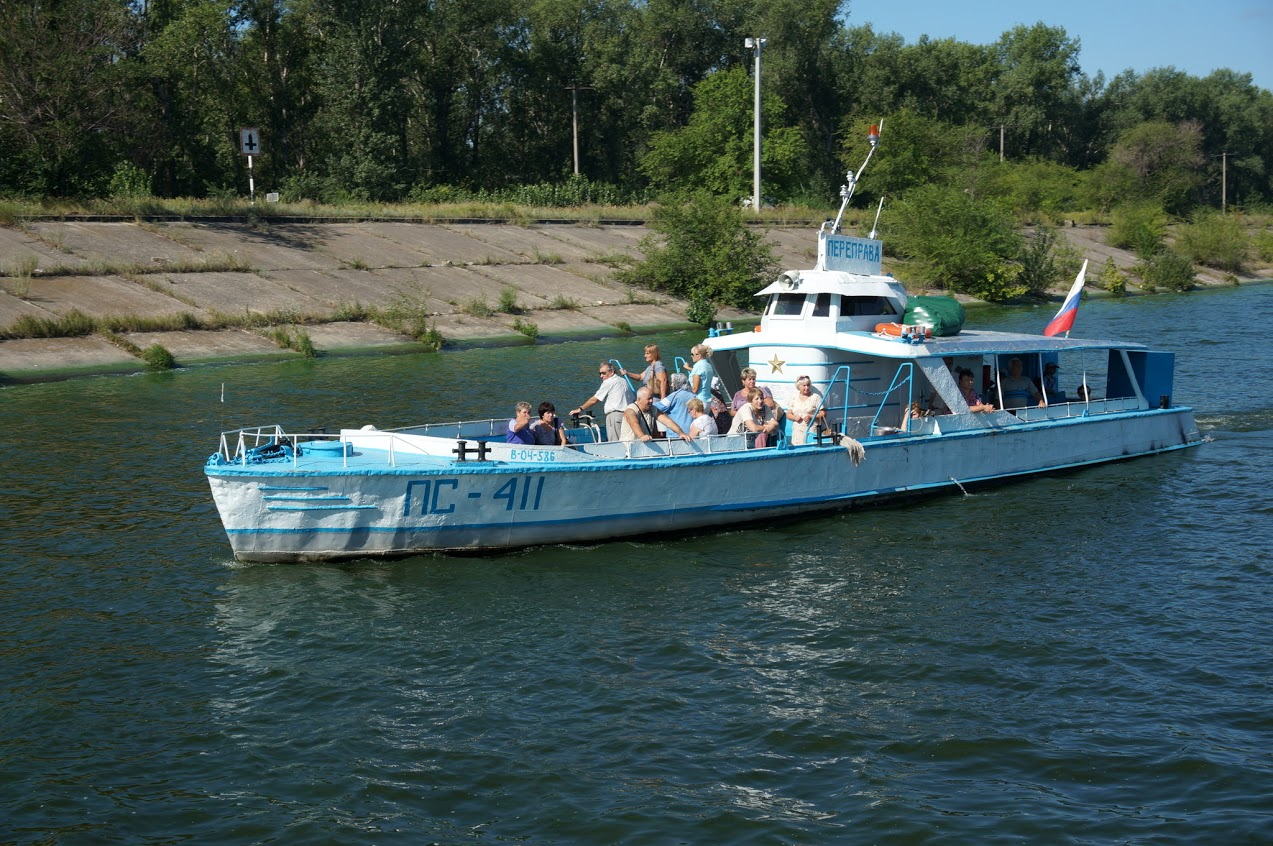
Теплоход ПС-411 на Волге

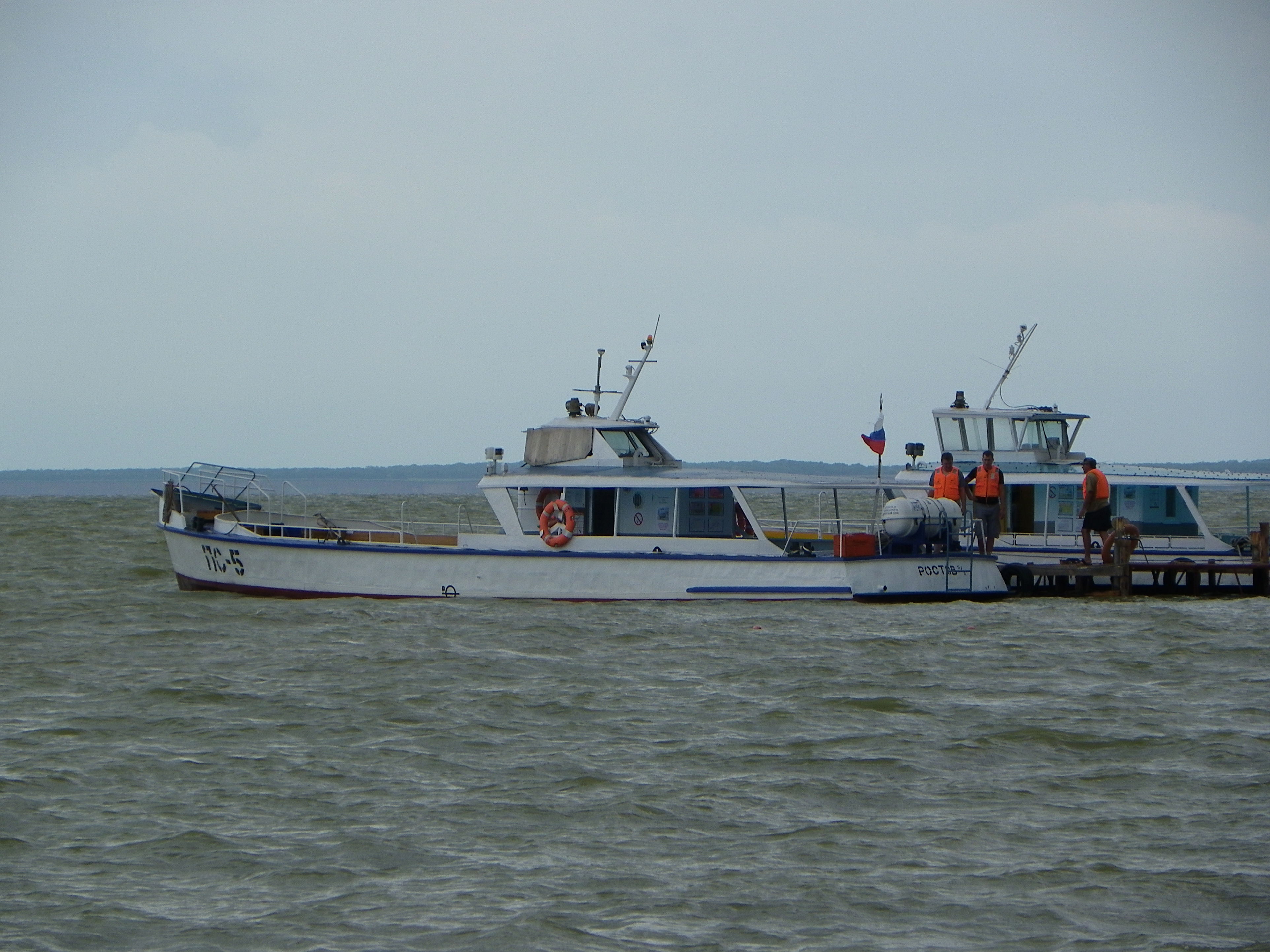
Теплоход ПС-5 в Ейске

ПС (реже — ПТ, проекты 792 и 792А) и ПП (проект Р-13) — близкие друг к другу (не отличающиеся принципиально) серии пассажирских судов для рек и небольших озёр.
Суда с открытой пассажирской площадкой, предназначены прежде всего для работы в качестве паромов для пассажиров. Строились в Советском Союзе с 1953 года. Некоторые из судов этого типа используются и сейчас.
Суда типа ПС (ПТ) следует отличать от судов проекта 544 «Москвич» постройки завода в Херсоне, которые также получали обозначение ПТ, но относились к принципиально другому проекту.
В народе суда такого типа получили прозвище «галоша».